# Beardmore W.B.III
Pour les articles homonymes, voir Beardmore.
Le Beardmore W.B.III est un avion monoplace de chasse britannique embarqué sur porte-avions de la Première Guerre mondiale. Ce biplan s’inspirait fortement du Sopwith Pup, mais comportait de nombreuses différences. Si la carrière de cet appareil resta modeste, il reste un des premiers avions à avoir été conçu spécifiquement pour utilisation depuis le pont d’un navire.

## Développement
La firme William Beardmore & Co, Ltd fut la première entreprise à produire le Sopwith Pup sous licence. Il n’est donc pas surprenant si George. Tilghman Richards choisit de conserver un des derniers appareils construits à Dalmuir (Serial 9950) pour le modifier. Contrairement au Pup les plans n’étaient pas décalés et le dièdre était réduit. Pour faciliter le logement dans les hangars de porte-avions cette voilure pouvait se replier, les mâts de cabane étant remplacés par des mâts d’entreplan encadrant le fuselage. La commande des ailerons était rigide, ailerons du plan supérieur et ailerons du plan inférieur étant liés par un tube léger profilé. Le fuselage était allongé tant pour recevoir un système de flottaison en cas d’amerrissage que pour pouvoir monter un ingénieux système de relevage du train d’atterrissage, toujours dans l’optique du stockage à bord des navires.  
Le prototype fut accepté le 7 février 1917 à Martlesham Heath et 100 exemplaires mis en commande sous la désignation S.B.3 (Ship-board Type 3). Cet appareil armé d’une mitrailleuse Lewis Mark I de 7,7 mm montée de façon oblique tirant à travers une ouverture percée au centre du plan supérieur, pouvait recevoir deux types de moteurs en étoile de 80 ch : Soit un Clerget 7 cylindres soit un Le Rhône 9C rotatif.

## Versions
- S.B.3F : Les treize premiers W.B.III livrés (Serial N6100/6112) reçurent un train d’atterrissage relevable identique à celui du prototype[3].
- S.B.3D : On supprima sur les derniers exemplaires de série (Serial N6113/6129 et N6680/6749) le train d’atterrissage relevable, remplacé par un atterrisseur largable et un équipement assurant la flottaison de l’appareil à épuisement du carburant. Les trente derniers appareils, livrés sans moteurs[3], furent simplement stockés et probablement passés au pilon sans avoir jamais volé.

## En service
- Royaume-Uni : La Royal Navy avait officiellement en compte 55 W.B.III le 31 octobre 1918[1], dont 18 répartis entre les porte-aéronefs Nairana (en) et Pegasus (en)[1], les autres étant répartis entre les bases côtières de Donibristle, Rosyth et Turnhouse. Un exemplaire tenta en vain de décoller du pont avant du croiseur HMS Renown[2].

- Japon : Quelques exemplaires semblent avoir été livrés au Japon[2].

## Sources
1. 1 2 3  Owen Thetford
2. 1 2 3  Green/Swanborough
3. 1 2  Bruce Robertson